# Limosina diadema
Limosina diadema är en tvåvingeart som beskrevs av Christian Stenhammar 1854. Limosina diadema ingår i släktet Limosina och familjen hoppflugor.
Artens utbredningsområde är Sverige. Inga underarter finns listade i Catalogue of Life.